# Universidade de Cádis
A Universidade de Cádis (UCA; em castelhano: Universidad de Cádiz) é uma instituição de ensino superior pública na província de Cádis, na Espanha. Fundada em 1979, conta com mais de 20.798 alunos. Seu atual reitor é Francisco Piniella Corbacho.
Seus centros estão distribuidos, atualmente, em 4 campi: o Campus Bahía de Algeciras, localizado entre Algeciras e La Línea de la Concepción; o Campus de Cádis; o Campus de Jerez de la Frontera; e o Campus de Puerto Real.